# Pablo Serrano Aguilar
Pablo Serrano (Crivillén, Aragó, 1908 - Madrid 1985) fou un escultor espanyol.
Nascut el 8 de març de 1908 a Crivillén, província de Terol, va realitzar els seus estudis primaris a Saragossa, continuant amb els secundaris a les Escoles Professionals Salesianes de Sarrià a Barcelona. Posteriorment es va traslladar a l'Argentina i Uruguai on va conèixer Joaquim Torres Garcia i Lucio Fontana, convertint-se en un escultor de referència a Amèrica del Sud, on es poden contemplar obres seves a països com Mèxic, Xile, Uruguai, Puerto Rico o Argentina.
Les obres de Pablo Serrano reflecteixen una clara evolució fins al barroc expressionista, fundant a Montevideo un grup d'artistes joves anomenat "Grupo Paul Cezánne", en homenatge al pintor francès.
Després d'aconseguir el Gran Premi a la Biennal de Montevideo de 1955 retorna a Espanya per iniciar una carrera d'escultor ben reeixida. Inicià les seves obres escultòriques amb retrats escultòrics de personatges i amics i amb les seves sèries informalistes i abstractes Ordenació del caos, Quema de l'objecte i Ritmes en l'espai, aconseguint el Gran Premi d'Escultura de la Biennal Hispano-Americana de Barcelona el mateix any.
En 1956 coneix a la pintora Juana Francés amb qui des de llavors conviu i amb la qual més tard contraurà matrimoni.
Funda l'any 1957 El Paso amb artistes com Juana Francés, Antonio Saura o Manolo Millares. El Paso esdevindrà el grup artístic d'avantguarda més important d'Espanya juntament amb Dau al set.
Després de realitzar diverses obres a Europa i Amèrica, a la dècada de 1960 exposà a Nova York, Chicago, París, Roma, Londres, Milà, Pittsburgh, Toronto i a la Biennal de Venècia de 1962, donant un ressò internacional a la seva obra i convertint-se en un dels escultors més importants de la segona meitat del segle vint.
El 1975 exposa a la Sala Gaudí Barcelona que avui posseeix una part important de la seva obra.
El 1982 li fou concedit el Premi Príncep d'Astúries de les Arts per la universalitat de la seva obra, així com la dimensió creadora i humanista d'aquesta. Aquest mateix any exposa a Moscou i a l'Ermitage de Sant Petersburg, convertint-se en l'únic artista espanyol en exposar individualment a aquest museu.
Pablo Serrano exposa l'any 1985 la seva darrera sèrie de guitarres cubistes al Museu Guggenheim (Nova York). Morí el 26 de novembre d'aquest any a Madrid. Els seus hereus Pablo B. Serrano i Valeria Serrano Spadoni cedeixen part de les seves obres al futur Museu Pablo Serrano de Saragossa que s'inaugurà l'any 1994.